# Zwieschutzweiche
Eine Zwieschutzweiche (Zw) ist eine Weiche, die von zwei Fahrstraßen, die gleichzeitig eingestellt werden können, weil sie einander ansonsten nicht feindlich sind, in unterschiedlicher Stellung als Flankenschutz benötigt wird.

Schematische Darstellung von Zwieschutzweichen. Fahrstraßen rot, Zwieschutzweiche grün.
oben: Schutzfunktion für zwei Fahrstraßen
unten: Schutzfunktion für eine Fahrstraße (Eigenzwieschutz)

## Funktion
Liegt ein solcher Zwieschutzfall vor, kann die Weiche nur einem ihrer Stränge Flankenschutz geben, der andere bleibt durch die Weiche ungeschützt. Um Flankenfahrten auf dem anderen Weichenstrang zu verhindern, muss ein Ersatzschutz gefunden werden. Dieser wird durch ein Fahrwegelement vor der Weichenspitze übernommen. Da dieses von der zu schützenden Fahrt weiter entfernt liegt, spricht man auch von Fernschutz.
Eine Zwieschutzweiche kann als Flankenschutz für eine einzige oder für mehrere Fahrstraßen benötigt werden. Im ersten Fall (sogenannte Eigenzwieschutzweiche) wird die Weiche in der Regel in der Stellung verschlossen, in der ein größerer Flankenschutzraum zur schützenden Fahrstraße entsteht. Im zweiten Fall (sogenannte Echte Zwieschutzweiche) wird die Weiche in älteren Stellwerken nur in der mit höherer Geschwindigkeit befahrenen Fahrstraße verschlossen. Der anderen Fahrstraße wird fest der Fernschutz zugeordnet. Die meisten Bauformen von Relais- oder Elektronischen Stellwerken erkennen den eingetretenen Zwieschutzfall und verschließen nur dann den Fernschutz. In der Regel wird der Verschluss der Zwieschutzweiche anschließend aufgehoben.
In einigen Ländern kann auf den direkten Flankenschutz bei Zwieschutzweichen verzichtet werden, sodass weder die Weiche noch ein Ersatzschutz für die Einstellung mancher Fahrstraße verschlossen sein müssen.

## Situation in Deutschland

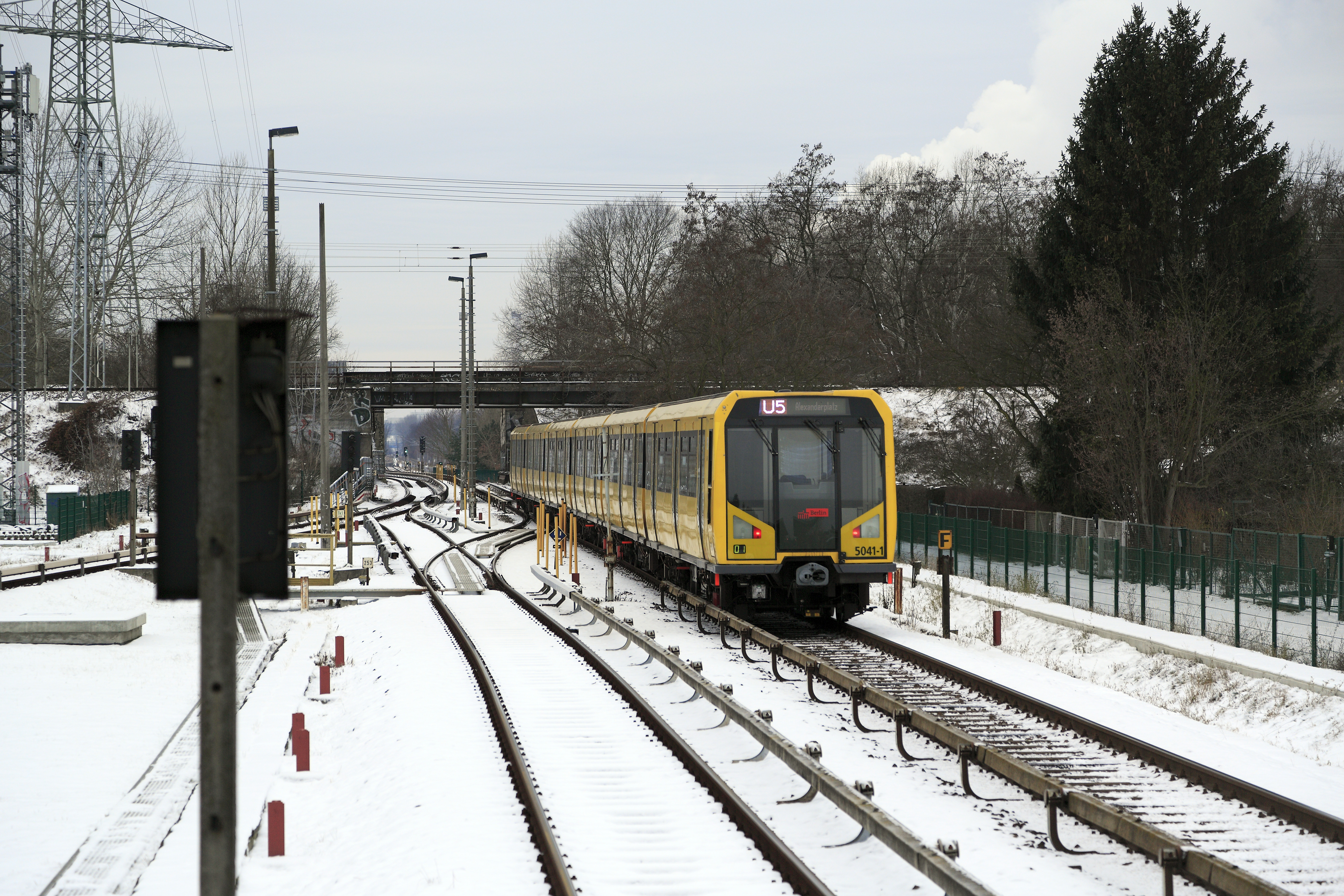
Zwieschutzweiche in Funktion, die Weiche 253 in Bildmitte links liegt trotz der Zugfahrt in Rechtslage.

In Deutschland werden seit 1980 Stellwerksanlagen für Eisenbahnen des Bundes nur zugelassen, wenn Zwieschutzweichen zu Fahrstraßen in Hauptgleisen signaltechnisch sicher verschlossen werden.
Für nicht bundeseigene Eisenbahnen, in Nebengleisen und vor 1980 gelten einfachere, teils landesspezifische Bestimmungen. Wenn ein Zwieschutzverschluss technisch nicht möglich ist, kann auch die Beschränkung festgesetzt werden, dass immer nur eine Fahrstraße eingestellt werden kann. Bei viel genutzten Fahrstraßen wirkt sich das negativ auf die Kapazität aus.

## Situation in den Niederlanden
In den Niederlanden wird bewusst auf den Verschluss der Zwieschutzweiche verzichtet. Es wird der Flankenschutz festgelegt, der in den meisten Fällen zutreffen würde. Dies wurde aus Gründen der sehr hohen Zugdichte in Zusammenhang mit der benötigten Zuverlässigkeit der Signalanlage sowie der verfügbaren Strecken/Bahnhofskapazität beschlossen.

## Situation in Großbritannien
In Großbritannien wird in einzelnen Fällen die Zwieschutzweiche mit einem Weichenantrieb pro Zunge ausgestattet. Dies bedeutet, wenn ein Zug unberechtigt auf der gesicherten Fahrstraße fährt, würde er in der Zwieschutzweiche entgleisen.